# République tchèque aux Jeux olympiques d'hiver de 2014
La République tchèque participe aux Jeux olympiques d'hiver de 2014 à Sotchi en Russie du 7 au 23 février 2014. Il s'agit de sa sixième participation à des Jeux d'hiver.

## Liste des médaillés
| Sport                  | Discipline           | Athlète(s)                                                         | Date       |
| Médailles d'or : 2     |                      |                                                                    |            |
| Snowboard              | Cross femmes         | Eva Samková                                                        | 16 février |
| Patinage de vitesse    | 5 000 m femmes       | Martina Sáblíková                                                  | 19 février |
| Médaille d'argent : 4  |                      |                                                                    |            |
| Patinage de vitesse    | 3 000 mètres femmes  | Martina Sáblíková                                                  | 9 février  |
| Biathlon               | Poursuites hommes    | Ondřej Moravec                                                     | 10 février |
| Biathlon               | Départ groupé femmes | Gabriela Soukalová                                                 | 17 février |
| Biathlon               | Relais mixte         | Veronika Vítková Gabriela Soukalová Jaroslav Soukup Ondřej Moravec | 19 février |
| Médaille de bronze : 3 |                      |                                                                    |            |
| Biathlon               | Sprint hommes        | Jaroslav Soukup                                                    | 8 février  |
| Biathlon               | Départ groupé hommes | Ondřej Moravec                                                     | 18 février |
| Biathlon               | Relais femmes        | Eva Puskarcikova Gabriela Soukalová Jitka Landová Veronika Vitkova | 21 février |

| Sport               | Médaille d'or, Jeux olympiques | Médaille d'argent, Jeux olympiques | Médaille de bronze, Jeux olympiques | Total |
| ------------------- | ------------------------------ | ---------------------------------- | ----------------------------------- | ----- |
| Patinage de vitesse | 1                              | 1                                  | 0                                   | 2     |
| Snowboard           | 1                              | 0                                  | 0                                   | 1     |
| Biathlon            | 0                              | 3                                  | 3                                   | 6     |
| Total               | 2                              | 4                                  | 3                                   | 9     |

## Hockey sur glace

### Tournoi masculin

#### Effectif
- Gardiens de but :Ondřej Pavelec (Jets de Winnipeg), Jakub Kovář (Avtomobilist Iekaterinbourg), Alexander Salák (SKA Saint-Pétersbourg).
- Défenseurs : Marek Židlický (Devils du New Jersey), Radko Gudas (Lightning de Tampa Bay), Michal Rozsíval (Blackhawks de Chicago), Ladislav Šmíd (Oilers d'Edmonton), Zbyněk Michálek (Coyotes de Phoenix), Lukáš Krajíček (Dinamo Minsk), Michal Barinka (HC Vítkovice Steel), Tomáš Kaberle (Rytíři Kladno).
- Attaquants : Jaromír Jágr (Devils du New Jersey), Patrik Eliáš (Devils du New Jersey), Martin Erat (Capitals de Washington)[1], Tomáš Plekanec (Canadiens de Montréal), David Krejčí (Bruins de Boston), Aleš Hemský (Oilers d'Edmonton), Jakub Voráček (Flyers de Philadelphie), Milan Michálek (Sénateurs d'Ottawa), Martin Hanzal (Coyotes de Phoenix), Michael Frolík (Jets de Winnipeg), Ondřej Palát (Lightning de Tampa Bay), Roman Červenka (SKA Saint-Pétersbourg), Jiří Novotný (HC Lev Prague), Petr Nedvěd (Bílí Tygři Liberec).
- Entraîneur : Alois Hadamczik.
- Forfait  : Vladimír Sobotka (Blues de Saint-Louis).

#### Résultats

##### Tour préliminaire
| Clt   | Équipe   | PJ | V | VP | D | DP | BP | BC | Diff | Pts |
| ----- | -------- | -- | - | -- | - | -- | -- | -- | ---- | --- |
| +001, | Suède    | 3  | 3 | 0  | 0 | 0  | 10 | 5  | +3   | 9   |
| +002, | Suisse   | 3  | 2 | 0  | 1 | 0  | 2  | 1  | 0    | 6   |
| +003, | Tchéquie | 3  | 1 | 0  | 2 | 0  | 6  | 7  | 0    | 3   |
| +004, | Lettonie | 3  | 0 | 0  | 3 | 0  | 5  | 10 | -3   | 0   |

| 12 février 2014 | Tchéquie | 2-4 (0-2, 2-2, 0-0) | Suède | Palais des glaces Bolchoï, Sotchi 11 419 spectateurs |

| Feuille de match            | Feuille de match                                                                    | Feuille de match        | Feuille de match | Feuille de match                               |
| --------------------------- | ----------------------------------------------------------------------------------- | ----------------------- | --- | ---------------------------------------------- |
|                             | M. Židlický (P. Eliáš) — 28 min 12 s J. Jágr (T. Plekanec, T. Kaberle) — 30 min 1 s | 0–1 0–2 0–3 0–4 1–4 2–4 | E. Karlsson (O. Ekman Larsson, A. Steen) — 10 min 7 s P. Berglund (O. Ekman Larsson, H. Lundqvist) — 13 min 17 s H. Zetterberg (G. Landeskog, N. Kronwall) — 20 min 51 s E. Karlsson (D. Sedin, N. Bäckström) — 24 min 7 s (SN) | Arbitrage : Konstantin Olenin Kelly Sutherland |
| Jakub Kovář Alexander Salák | Gardiens                                                                            | Henrik Lundqvist        | | Arbitrage : Konstantin Olenin Kelly Sutherland |
| 10 min                      | Pénalités                                                                           | 10 min                  | | Arbitrage : Konstantin Olenin Kelly Sutherland |
| 29                          | Tirs                                                                                | 25                      | | Arbitrage : Konstantin Olenin Kelly Sutherland |

| 14 février 2014 | Tchéquie | 4-2 (2-1, 2-1, 0-0) | Lettonie | Palais des glaces Bolchoï, Sotchi 5 831 spectateurs |

| Feuille de match | Feuille de match | Feuille de match        | Feuille de match                                                                             | Feuille de match               |
| ---------------- | --- | ----------------------- | -------------------------------------------------------------------------------------------- | ------------------------------ |
|                  | M. Erat (D. Krejčí, A. Hemský) — 10 min 10 s J. Jágr (M. Židlický, T. Plekanec) — 19 min 29 s (SN) J. Voráček (Z. Michálek) — 27 min 6 s M. Židlický (M. Hanzal, P. Nedvěd) — 37 min 2 s | 1-0 1-1 2-1 2-2 3-2 4-2 | J. Sprukts (K. Rēdlihs, L. Dārziņš) — 13 min 5 s (SN) H. Vasiljevs (G. Pujacs) — 22 min 45 s | Arbitrage : Tim Peel Jyri Ronn |
| Ondřej Pavelec   | Gardiens | Edgars Masaļskis        |                                                                                              | Arbitrage : Tim Peel Jyri Ronn |
| 8 min            | Pénalités | 8 min                   |                                                                                              | Arbitrage : Tim Peel Jyri Ronn |
| 39               | Tirs | 20                      |                                                                                              | Arbitrage : Tim Peel Jyri Ronn |

| 15 février 2014 | Suisse | 1-0 (1-0, 0-0, 0-0) | Tchéquie | Palais des glaces Bolchoï 10 253 spectateurs |

| Feuille de match | Feuille de match                                     | Feuille de match | Feuille de match | Feuille de match                                                          |
| ---------------- | ---------------------------------------------------- | ---------------- | ---------------- | ------------------------------------------------------------------------- |
|                  | S. Bodenmann (D. Hollenstein, K. Romy) — 14 min 10 s | 1-0              |                  | Arbitrage : Daniel Piechaczek Kevin Pollock Brad Kovachik Chris Woodworth |
| Jonas Hiller     | Gardiens                                             | Ondřej Pavelec   |                  | Arbitrage : Daniel Piechaczek Kevin Pollock Brad Kovachik Chris Woodworth |
| 10 min           | Pénalités                                            | 6 min            |                  | Arbitrage : Daniel Piechaczek Kevin Pollock Brad Kovachik Chris Woodworth |
| 26               | Tirs                                                 | 26               |                  | Arbitrage : Daniel Piechaczek Kevin Pollock Brad Kovachik Chris Woodworth |

##### Tour qualificatif
| 18 février 2014 | Tchéquie | 5-3 (3-0, 1-1, 1-2) | Slovaquie | Chaïba Arena 3 628 spectateurs |

| Feuille de match | Feuille de match | Feuille de match                | Feuille de match | Feuille de match                                                      |
| ---------------- | --- | ------------------------------- | --- | --------------------------------------------------------------------- |
|                  | A. Hemsky (T. Kaberle, J. Voráček) — 6 min 53 s (SN) R. Červenka (J. Jágr, T. Plekanec) — 7 min 22 s D. Krejčí (T. Kaberle, R. Gudas) — 17 min 3 s (SN) R. Červenka — 35 min 41 s T. Plekanec (D. Krejčí) — 59 min 21 s (SN + CV) | 1–0 2–0 3–0 4–0 4–1 4–2 4–3 5–3 | M. Hossa (A. Sekera, M. Handzuš) — 38 min 57 s M. Hossa (T. Tatar, M. Handzuš) — 47 min 20 s T. Surový (A. Sekera, M. Bartovič) — 48 min 51 s | Arbitrage : Tim Peel Marcus Vinnerborg Lonnie Cameron Sakari Suominen |
| Ondřej Pavelec   | Gardiens | Ján Laco                        | | Arbitrage : Tim Peel Marcus Vinnerborg Lonnie Cameron Sakari Suominen |
| 2 min            | Pénalités | 10 min                          | | Arbitrage : Tim Peel Marcus Vinnerborg Lonnie Cameron Sakari Suominen |
| 29               | Tirs | 32                              | | Arbitrage : Tim Peel Marcus Vinnerborg Lonnie Cameron Sakari Suominen |

##### Quarts de finale
| 19 février 2014 | États-Unis | 5-2 (3-1, 1-0, 1-1) | Tchéquie | Chaïba Arena 4 606 spectateurs |

| Feuille de match | Feuille de match | Feuille de match               | Feuille de match                          | Feuille de match                                                        |
| ---------------- | --- | ------------------------------ | ----------------------------------------- | ----------------------------------------------------------------------- |
|                  | J. Van Riemsdyk (R. Kesler, P. Kane) — 1 min 39 s D. Brown (D. Backes, R. Suter) — 14 min 38 s D. Backes ( R. Suter, R. McDonagh) — 19 min 58 s Z. Parisé ( J. Pavelski, R. Suter) — 29 min 31 s (SN) P. Kessel (R. Kesler, K. Shattenkirk) — 42 min 1 s | 1-0 1-1 2-1 3-1 4-1 5-1 5-2    | A. Hemský — 4 min 31 s A. Hemský — 53 min | Arbitrage : Konstantin Olenine Kevin Pollock Derek Amell Ivan Dedioulia |
| Jonathan Quick   | Gardiens | Ondřej Pavelec Alexander Salák |                                           | Arbitrage : Konstantin Olenine Kevin Pollock Derek Amell Ivan Dedioulia |
| 2 min            | Pénalités | 6 min                          |                                           | Arbitrage : Konstantin Olenine Kevin Pollock Derek Amell Ivan Dedioulia |
| 25               | Tirs | 23                             |                                           | Arbitrage : Konstantin Olenine Kevin Pollock Derek Amell Ivan Dedioulia |